# Edwin Bailey
Edwin Raymond Bailey (Savannah, 15 maggio 1959) è un ex giocatore di football americano statunitense che ha militato nel ruolo di offensive guard nella  National Football League (NFL).

## Carriera
Nel Draft NFL 1981, Baileyfu scelto nel corso del quinto giro (115º assoluto) dai Seattle Seahawks. Vi giocò per tutte le dieci stagioni della carriera e fu membro della squadra del 1983 che raggiunse i playoff per la prima volta nella storia della franchigia. Concluse l'esperienza nel football professionistico con 139 presenze, di cui 121 come titolare. Nel 2025 fu votato uno dei migliori 50 giocatori del cinquantesimo anniversario della storia della franchigia.

## Palmarès
- 50 migliori giocatori del 50º anniversario dei Seahawks